# Клисура реке Ресаве
Клисура реке Ресаве је резерват који обухвата клисуру кроз коју протиче река Ресава. Заштићена површина има укупно 1140,68 хектара. Смештена је у горњем току реке Ресаве у близини Деспотовца.

## Физичкогеографске карактеристике природног резервата[1]
Клисура реке Ресаве је настала усецањем реке у кречњачку подлогу. Стране клисуре се издижу и до 300 и више метара изнад тока реке, а њен правац пружања је исток - запад. Клисура је извијугана, а на неколико места се ломи скоро под правим углом.

## Вегетација у природном резервату[1]
Вегетација клисуре реке Ресаве одликује се великом разноврсношћу заједница које се смењују на релативно малим растојањима.
Од посебног су значаја за развитак богате и сложене мезофилне вегетације увале које се спуштају према дну клисуре. Значајне су и стрме стене, које су често неприступачне, тако да су се на њима очувале бројне ретке и реликтне биљне врсте. Тако се у клисури јављају појединачна стабла црног бора (Pinus nigra), тисе (Taxus bacata), јеле (Abies alba) и др.
Реликтне полидоминантне заједнице које у свом саставу садрже велики број едификатора и неке терцијарне реликте, често  и зимзелене врсте, карактеришу ову клисуру са притокама као научно најзначајније и још довољно непроучено подручје у Србији. Очување неких реликтних врста са неприступачним стенама, указује на богатство састава шумске вегетације у прошлости и на постојање других, четинарских заједница у овом подручју. Црни бор је у прошлости свакако био шире распрострањен, док се данас задржао само на стенама и неприступачним местима, што је случај са тисом, јелом, и другим врстама

### Вегетација на дну клисуре
На дну клисуре и у увалама које се спуштају према току реке, су мезофилне реликтне полидоминантне шуме типа Fagetocolurnetum mixtum у којима се срећу следеће биљне врсте:
- буква – Fagus moesiaca
- бели јасен – Fraxinus excelsior
- црни јасен – Fraxinus ornus
- мечја леска – Corylus colurna
- планински јавор – Acer campestre
- млеч – Acer platanoides
- граб – Carpinus betulus
- брест – Ulmus montana
- дивља крушка – Pyrus pyraster
- дрен – Cornus mas
- глог – Crataegus monogyna
- црна зова – Sambucus nigra
- ружа – Rosa arvensis

### Вегетација у вишим слојевима клисуре
У вишим, стрмим и изложенијим деловима клисуре, на плићем и скелетнијем земљишту, срећемо реликтну термофилну шумску заједницу типа Acetero – Fraxineto colurnetum mixtum и њене деградационе стадијуме у којима се јављају следеће биљне врсте: 
- мечја леска – Corylus colurna
- црни јасен – Fraxinus ornus
- рашељка – Prunus mahaleb
- планински јавор – Acer campestre
- леска – Corynus avellana
- дивља крушка – Pyrus pyraster
- јоргован – Syringa vulgaris
- бели глог – Crataegus monogyna
- црна удика – Viburnum lantana
- шумска јагода – Fragaria vesca

### Термофилне заједнице
Најинтересантнија реликтна термофилна заједница овога подручја јесте заједница јоргована, мечје леске и других врста: Syringeto-colurnetum mixtum, али је много шире распрострањен деградациони стадијум Syringeto-monspesuleto, који се трајно одржава у измењеним условима, на изложеним сувим и топлим стаништима, плитким скелетним рендзинама и на стрмим странама. У заједници ниске шуме типа Syringeto-monspesuleto colurnetum, срећемо следеће дивље врсте: 
- маклен – Acer monspessuletum
- бели граб – Carpinus orientalis
- рашељка – Prunus mahlaeb
- сомина – Juniperus sabina
- овчији вијук – Festuca ovina
- подунавски каранфил – Dianthus petraeus
- дивљи босиљак – Calamintha clinopodium
- округла слезница –Asplenium trichomanes
- јоргован – Syringa vulgaris
- црни јасен – Fraxinus ornus

У Ресавској клисури запажене су и друге заједнице које са реликтним заједницама чине једну вегетацијску целину и изграђују еколошко-ценотичке низове, који у зависности од услова станишта, веома често и на мањим растојањима смењују на терену. Тако срећемо букове шуме са липом (Fagetum montanum tilietosum), Букове шуме са орахом (Fagetum montanum juglandetosum), букове шуме са мечјом леском (Fagetum montanum colurnetosum), чисте букове шуме на кречњацима (Fagetum montanum calcilicolum) и др.